# اورت خریفت
اورت خریفت (هلندی: Evert Grift; ۲۱ مهٔ ۱۹۲۲ – ۲۷ مارس ۲۰۰۹) دوچرخه‌سوار اهل هلند بود.